# A Virgin Paradise

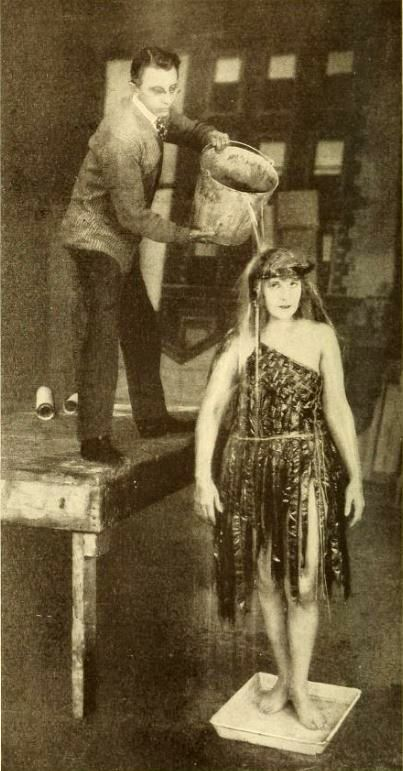
J. Searle Dawley pré-embebe Pearl White para a cena

A Virgin Paradise (Um Paraíso Virgem, em tradução livre) é um filme mudo de aventura norte-americano de 1921, produzido e distribuído pela Fox Film Corporation e estrelado por Pearl White. Foi dirigido por J. Searle Dawley. É agora um filme perdido.

## Elenco
- Pearl White - Gratia Latham
- Robert Elliott - Bob Alan
- Jack Baston - Slim (creditado como J. Thornton Baston)
- Alan Edwards - Bernard Holt
- Henrietta Floyd - Sra. Holt
- Grace Beaumont - Constance Holt
- Mary Beth Barnelle - Ruth Hastings
- Lynn Pratt - Advogado
- Lewis Sealy - Peter Latham (creditado como Lewis Seeley)
- Charles Sutton - Capitão Mulhall
- Hal Clarendon - John Latham